# Vieille kafana de la famille Šterić à Osipaonica
La vieille kafana de la famille Šterić à Osipaonica (en serbe cyrillique : Стара кафана породице Штерић у Осипаоници ; en serbe latin : Stara kafana porodice Šterić u Osipaonici) se trouve à Osipaonica, sur le territoire de la Ville de Smederevo et dans le district de Podunavlje, en Serbie. Elle est inscrite sur la liste des monuments culturels de grande importance de la République de Serbie (identifiant no SK 556).

## Présentation
La kafana (auberge) a été construite au milieu du XIXe siècle sur l'ancienne route de Carigrad (en serbe : Carigradski drum), qui reliait Belgrade à Istanbul, au carrefour des routes vers Smederevo, Požarevac et Velika Plana.
Au moment de sa construction, elle formait un bâtiment important de style traditionnel avec un plan rectangulaire de 25 m sur 18. Le bâtiment était construit selon la technique des colombages avec un remplissage de briques ; le toit à quatre pans était recouvert de tuiles. Un porche-galerie s'étendait tout le long de la façade sur rue, soutenu par des piliers en bois et, sous une partie de l'édifice, se trouvait une cave.  
Au fil du temps, la kafana a subi de nombreux changements et, à la fin du XXe siècle, la moitié du bâtiment a été complètement rasé.